# Universidad Católica de Murcia Club de Fútbol
L'Universidad Católica de Murcia Club de Fútbol è una società calcistica spagnola con sede nella città di Murcia. Fondata nel 2009, milita nella Segunda Federación, e gioca le partite casalinghe all'Estadio de La Condomina, con capacità di 16 800 spettatori.

## Storia
La società è stata fondata nel 2004 come Club de Fútbol Los Garres e ha esordito in Tercera División nella stagione 2008-2009 con la denominazione di Murcia Deportivo Club de Fútbol. Nel 2009, un uomo d'affari di Beniaján (Murcia), ha acquistato la squadra e l'ha spostata nella sua città; un anno dopo, l'ha spostata a Sangonera la Verde, e, nel 2011, la squadra è diventata proprietà della UCAM. La università aveva già avuto una squadra che ha militato in Tercera División dal 2000 al 2005.
Al termine della stagione 2011-2012, a causa delle irregolarità dell'Orihuela CF retrocesso dalla Segunda División B, l'UCAM Murcia ha preso il suo posto.

### Denominazioni
- Club de Fútbol Los Garres (2004-2006)
- Murcia Deportivo Club de Fútbol (2006-2009)
- Costa Cálida Club de Fútbol Beniaján (2009-2010)
- Costa Calida Club de Futbol Sangonera (2010-2011)
- UCAM Murcia Club de Fútbol (2011-)

## Cronistoria

### Vecchio UCAM Murcia
| Stagione | Livello | Divisione | Piazzamento | Copa del Rey |
| -------- | ------- | --------- | ----------- | ------------ |
| 1999/00  | 5       | 1ª Reg.   | 1º          |              |
| 2000/01  | 4       | 3ª        | 14º         |              |
| 2001/02  | 4       | 3ª        | 10º         |              |
| 2002/03  | 4       | 3ª        | 11º         |              |
| 2003/04  | 4       | 3ª        | 16º         |              |
| 2004/05  | 4       | 3ª        | 19º         |              |

### Costa Cálida e nuovo UCAM Murcia
| Stagione | Livello | Divisione | Piazzamento | Copa del Rey  |
| -------- | ------- | --------- | ----------- | ------------- |
| 2009/10  | 4       | 3ª        | 4º          |               |
| 2010/11  | 4       | 3ª        | 1º          |               |
| 2011/12  | 4       | 3ª        | 6º          | Secondo turno |
| 2012/13  | 3       | 2ªB       | 17º         |               |
| 2013/14  | 4       | 3ª        | 1º          |               |
| 2014/15  | 3       | 2ªB       |             | Terzo turno   |

- 2 stagioni in Segunda División B
- 5 stagioni in Tercera División

## Palmarès
- Segunda División B: 1

2015-2016
- Tercera División: 2

2010-2011 (gruppo XIII - Murcia), 2013-2014 (gruppo XIII - Murcia)

## Organico

### Rosa 2020-2021
Aggiornata al 28 ottobre 2020.
| N. |                        | Ruolo | Calciatore      |
| -- | ---------------------- | ----- | --------------- |
| 1  | Spagna (bandiera)      | P     | Biel Ribas      |
| 2  | Spagna (bandiera)      | C     | Liberto Beltrán |
| 3  | Spagna (bandiera)      | D     | Víctor Díaz     |
| 4  | Inghilterra (bandiera) | D     | Charlie I'Anson |
| 5  | Spagna (bandiera)      | D     | Josete          |
| 6  | Spagna (bandiera)      | C     | Tropi           |
| 7  | Spagna (bandiera)      | C     | Javi Moreno     |
| 8  | Spagna (bandiera)      | C     | Rafa de Vicente |
| 9  | Spagna (bandiera)      | A     | Isaac Aketxe    |
| 10 | Spagna (bandiera)      | D     | Romera          |
| 11 | Spagna (bandiera)      | A     | Jordi Sánchez   |

| N. |                               | Ruolo | Calciatore         |
| -- | ----------------------------- | ----- | ------------------ |
| 13 | Spagna (bandiera)             | P     | Unai Agirre        |
| 14 | Guinea-Bissau (bandiera)      | D     | Admonio Vicente    |
| 15 | Spagna (bandiera)             | C     | Santi Jara         |
| 16 | Guinea Equatoriale (bandiera) | C     | Jannick Buyla      |
| 17 | Spagna (bandiera)             | C     | Xemi               |
| 18 | Spagna (bandiera)             | D     | Felipe Chacartegui |
| 19 | Spagna (bandiera)             | A     | Pablo Espina       |
| 20 | Spagna (bandiera)             | C     | Alberto Fernández  |
| 21 | Spagna (bandiera)             | D     | Adrián León        |
| 22 | Colombia (bandiera)           | D     | Johan Terranova    |

## Rosa 2016-2017
Aggiornata al 2 settembre 2016.
| N. |                     | Ruolo | Calciatore          |
| -- | ------------------- | ----- | ------------------- |
| 1  | Spagna (bandiera)   | P     | Biel Ribas          |
| 2  | Spagna (bandiera)   | P     | Tekio               |
| 3  | Spagna (bandiera)   | D     | Juan Góngora        |
| 4  | Spagna (bandiera)   | D     | Hugo Álvarez        |
| 5  | Spagna (bandiera)   | D     | Fran Pérez          |
| 6  | Albania (bandiera)  | C     | Vullnet Basha       |
| 7  | Honduras (bandiera) | A     | Jona                |
| 8  | Spagna (bandiera)   | C     | César Remón         |
| 9  | Spagna (bandiera)   | A     | Pablo Pallarés      |
| 10 | Spagna (bandiera)   | C     | Juan José Collantes |
| 11 | Spagna (bandiera)   | C     | Nono                |
| 12 | Uruguay (bandiera)  | C     | Facundo Guichón     |
| 13 | Spagna (bandiera)   | P     | Miguel Escalona     |
| 14 | Spagna (bandiera)   | C     | Sergio Mora         |

| N. |                         | Ruolo | Calciatore              |
| -- | ----------------------- | ----- | ----------------------- |
| 15 | Spagna (bandiera)       | D     | David Morillas          |
| 16 | Spagna (bandiera)       | D     | Unai Albizua            |
| 17 | Belgio (bandiera)       | D     | Ritchie Kitoko          |
| 18 | Spagna (bandiera)       | A     | Juanma Delgado          |
| 19 | Spagna (bandiera)       | C     | Natalio                 |
| 20 | Spagna (bandiera)       | A     | Jesús Imaz              |
| 21 | Spagna (bandiera)       | C     | Pere Milla              |
| 22 | Spagna (bandiera)       | C     | Juande                  |
| 23 | Spagna (bandiera)       | A     | Vicente Pérez           |
| 24 | Spagna (bandiera)       | C     | Tito                    |
| 25 | Spagna (bandiera)       | P     | Fernando Martínez Rubio |
| 26 | Spagna (bandiera)       | A     | Isi Ros                 |
|    | RD del Congo (bandiera) | C     | Cedric Mabwati          |

## Rosa 2015-2016
Aggiornata al 2 settembre 2015.
| N. |                    | Ruolo | Calciatore      |
| -- | ------------------ | ----- | --------------- |
|    | Spagna (bandiera)  | P     | Biel Ribas      |
|    | Spagna (bandiera)  | P     | Miguel Escalona |
|    | Guinea (bandiera)  | P     | Buba Camara     |
|    | Spagna (bandiera)  | P     | Luisma          |
|    | Spagna (bandiera)  | P     | Ginés Guzmán    |
|    | Spagna (bandiera)  | D     | Ángel Robles    |
|    | Spagna (bandiera)  | D     | Pol Bueso       |
|    | Spagna (bandiera)  | D     | Fran Pérez      |
|    | Spagna (bandiera)  | D     | Marcelo Djaló   |
|    | Spagna (bandiera)  | D     | Dani Pérez      |
|    | Spagna (bandiera)  | C     | Juan Góngora    |
|    | Spagna (bandiera)  | D     | Tekio           |
|    | Spagna (bandiera)  | D     | Iván Pérez      |
|    | Spagna (bandiera)  | C     | Nono            |
|    | Spagna (bandiera)  | C     | Manolo          |
|    | Senegal (bandiera) | C     | Abdoulaye Fall  |

| N. |                   | Ruolo | Calciatore       |
| -- | ----------------- | ----- | ---------------- |
|    | Spagna (bandiera) | C     | Julio De Dios    |
|    | Spagna (bandiera) | C     | Checa            |
|    | Spagna (bandiera) | C     | Josan            |
|    | Spagna (bandiera) | C     | Carlos Rodríguez |
|    | Spagna (bandiera) | C     | Antonio Bello    |
|    | Spagna (bandiera) | C     | Jesús Rubio      |
|    | Spagna (bandiera) | C     | César Remón      |
|    | Spagna (bandiera) | C     | Nono             |
|    | Spagna (bandiera) | C     | Son              |
|    | Spagna (bandiera) | A     | Álex Rubio       |
|    | Spagna (bandiera) | A     | Pablo Pallarés   |
|    | Spagna (bandiera) | A     | Iván Aguilar     |
|    | Spagna (bandiera) | A     | Titi             |
|    | Spagna (bandiera) | A     | Isi Ros          |
|    | Spagna (bandiera) | A     | Higinio Marín    |

## Rosa 2014-2015
Aggiornata al 2 novembre 2014.
| N. |                   | Ruolo | Calciatore       |
| -- | ----------------- | ----- | ---------------- |
|    | Spagna (bandiera) | P     | Miguel Escalona  |
|    | Guinea (bandiera) | P     | Buba Camara      |
|    | Spagna (bandiera) | D     | Tekio            |
|    | Spagna (bandiera) | D     | Ángel Robles     |
|    | Spagna (bandiera) | D     | Dani Pérez       |
|    | Spagna (bandiera) | D     | Juan Góngora     |
|    | Spagna (bandiera) | D     | Julián Domínguez |
|    | Spagna (bandiera) | D     | Javi Hernández   |
|    | Spagna (bandiera) | D     | Fran Pérez       |
|    | Spagna (bandiera) | C     | Manolo           |

| N. |                   | Ruolo | Calciatore        |
| -- | ----------------- | ----- | ----------------- |
|    | Spagna (bandiera) | C     | Víctor            |
|    | Spagna (bandiera) | C     | Jairo             |
|    | Spagna (bandiera) | C     | Nono              |
|    | Spagna (bandiera) | C     | Alejandro Chavero |
|    | Spagna (bandiera) | C     | Checa             |
|    | Spagna (bandiera) | C     | Piojo Hernández   |
|    | Spagna (bandiera) | A     | Pico              |
|    | Spagna (bandiera) | A     | Javi Gómez        |
|    | Spagna (bandiera) | A     | Hugo Díaz         |
|    | Spagna (bandiera) | A     | Titi Belmonte     |